# Ayuba Wabba
Ayuba Philibus Wabba (22 oktober 1968) is een Nigeriaans syndicalist.

## Levensloop
Wabba werd in 1968 geboren in de Nigeriaanse staat Borno. Tijdens zijn studententijd was hij voorzitter van de National Union of Health Technology Students.
Hij werd actief in de Medical and Health Workers’ Union, waarvan hij achtereenvolgens algemeen secretaris van de staat Borno was en nationaal voorzitter. In 2007 werd hij aangesteld als schatbewaarder van het Nigeria Labour Congress (NLC). In maart 2015 werd hij vervolgens verkozen tot voorzitter van het NLC in opvolging van Abdulwahid Omar
In december 2018 werd hij verkozen tot voorzitter van het Internationaal Vakverbond (IVV). Hij was daarmee de eerste Afrikaan in deze functie.
In februari 2019 werd hij herverkozen als voorzitter van het NLC.